# 三崎村 (石川県)
三崎村（みさきむら）は、石川県珠洲郡に存在した村。
由来は、平安時代から見える地名「三崎」による。なお、この三崎の名は岬が転訛したものであるという。

## 地理
- 現在の珠洲市の東部にあたり、能登半島の先端部に位置する。
- 南側は主に平野、北側は丘陵になっている。
- 産業は農業が主で、工業は瓦製造、珪藻土工業が大部分を占めた。この他に蚕糸、漁業の産業、藁製品、果実、蔬菜の産物などがあった。
- 川：伏見川、紀の川
- 岬：長手崎、遭崎、珠洲岬

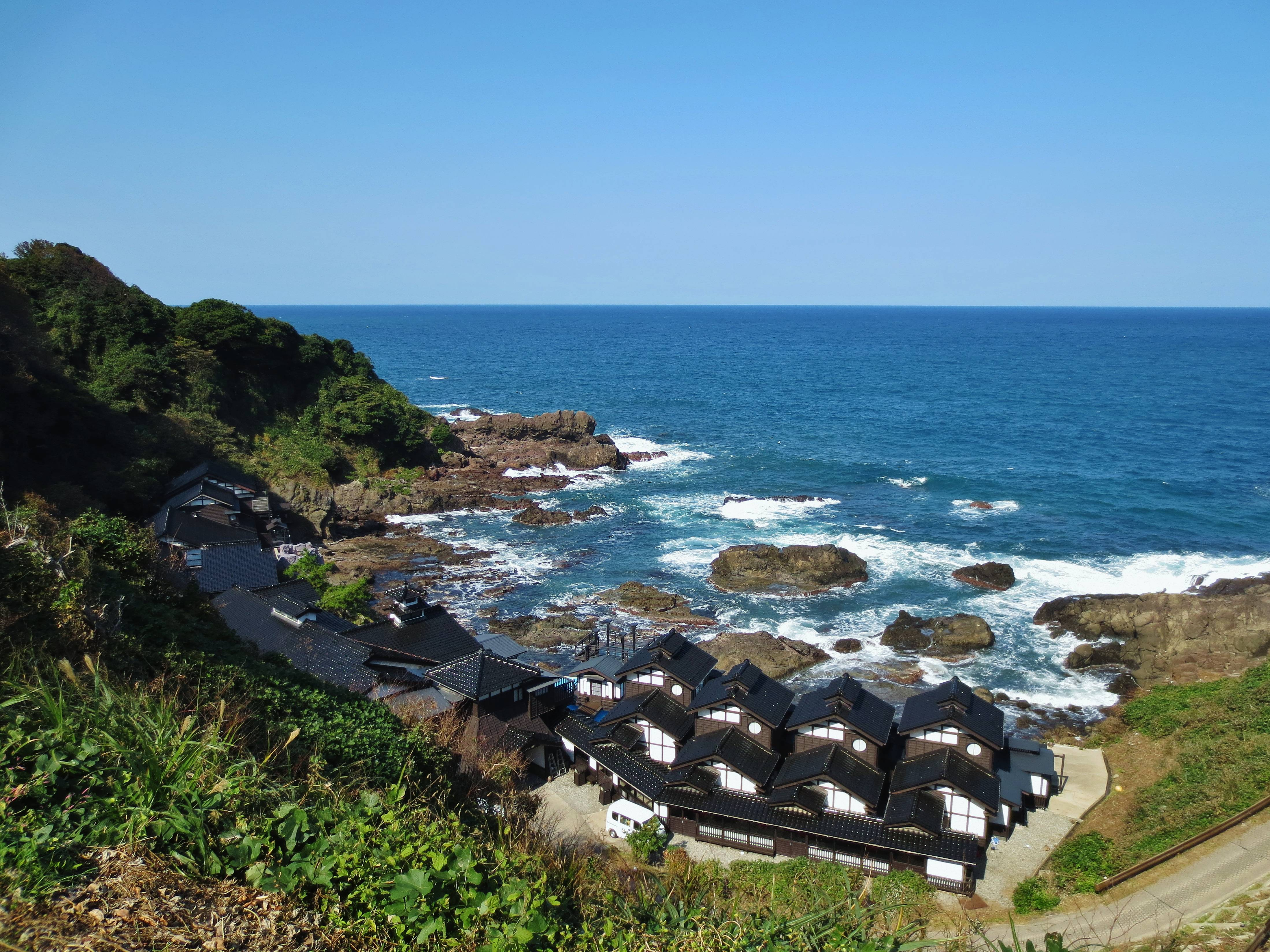
葭ヶ浦温泉
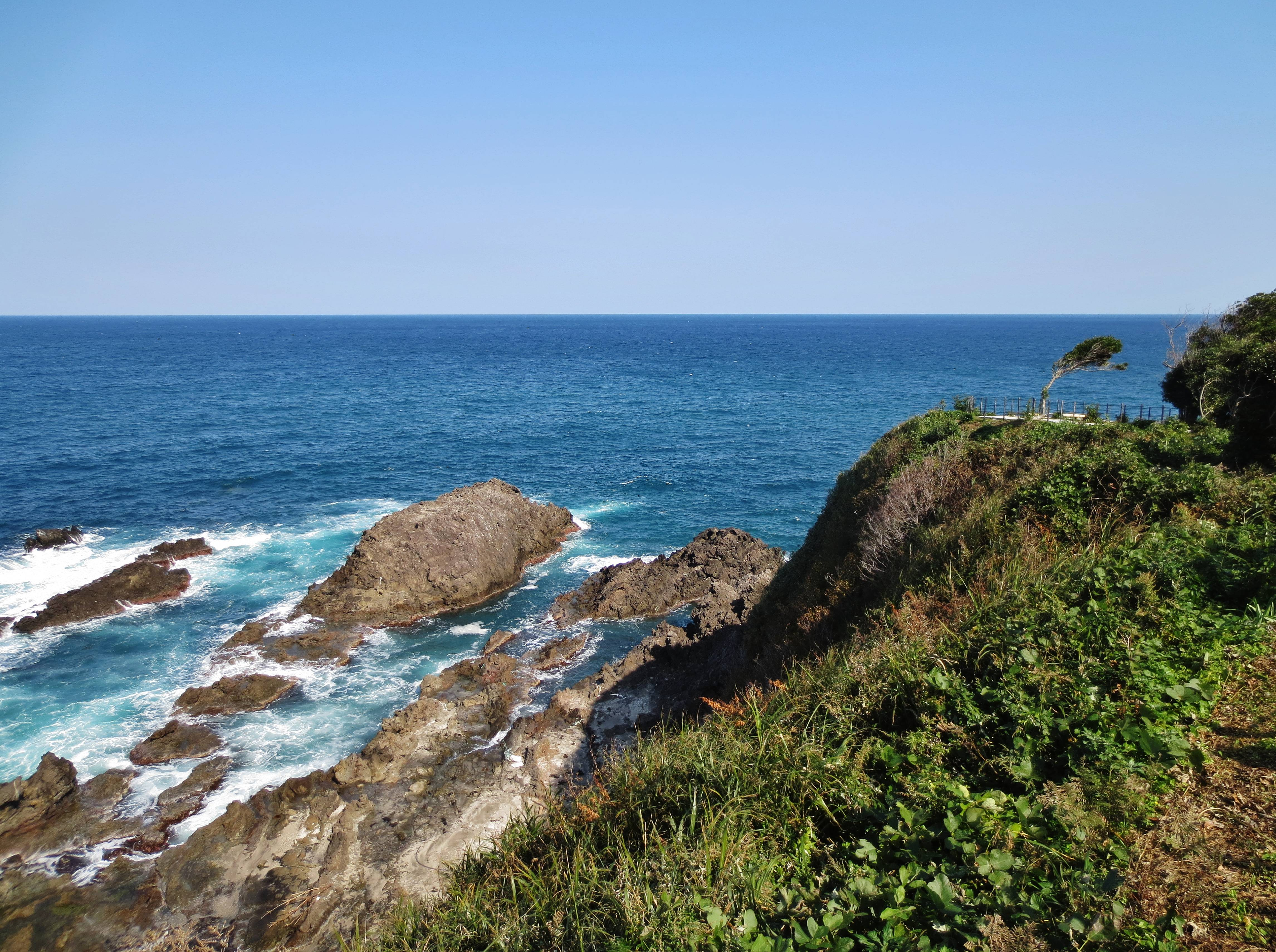
金剛崎（聖域の岬）
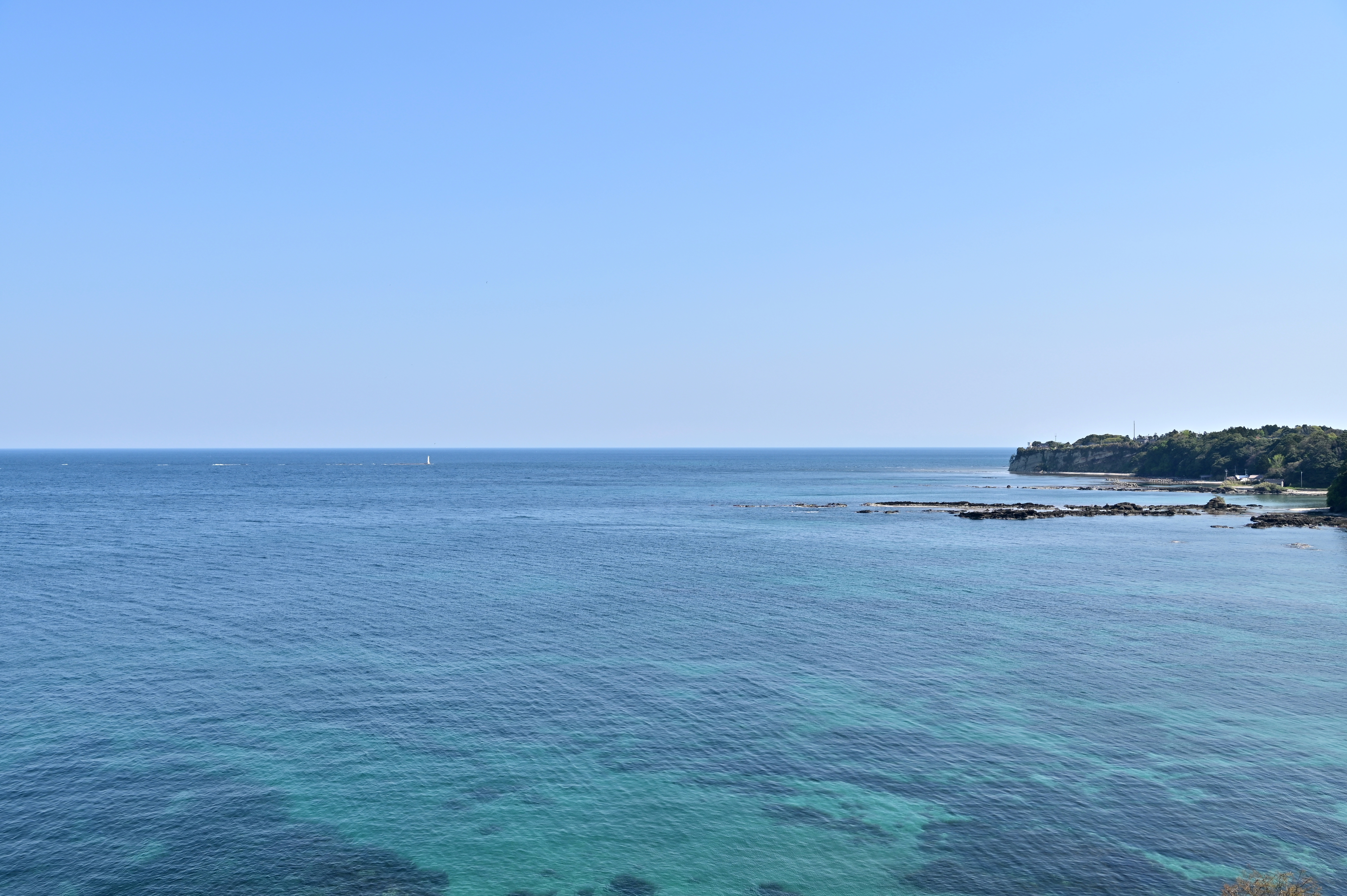
遭崎
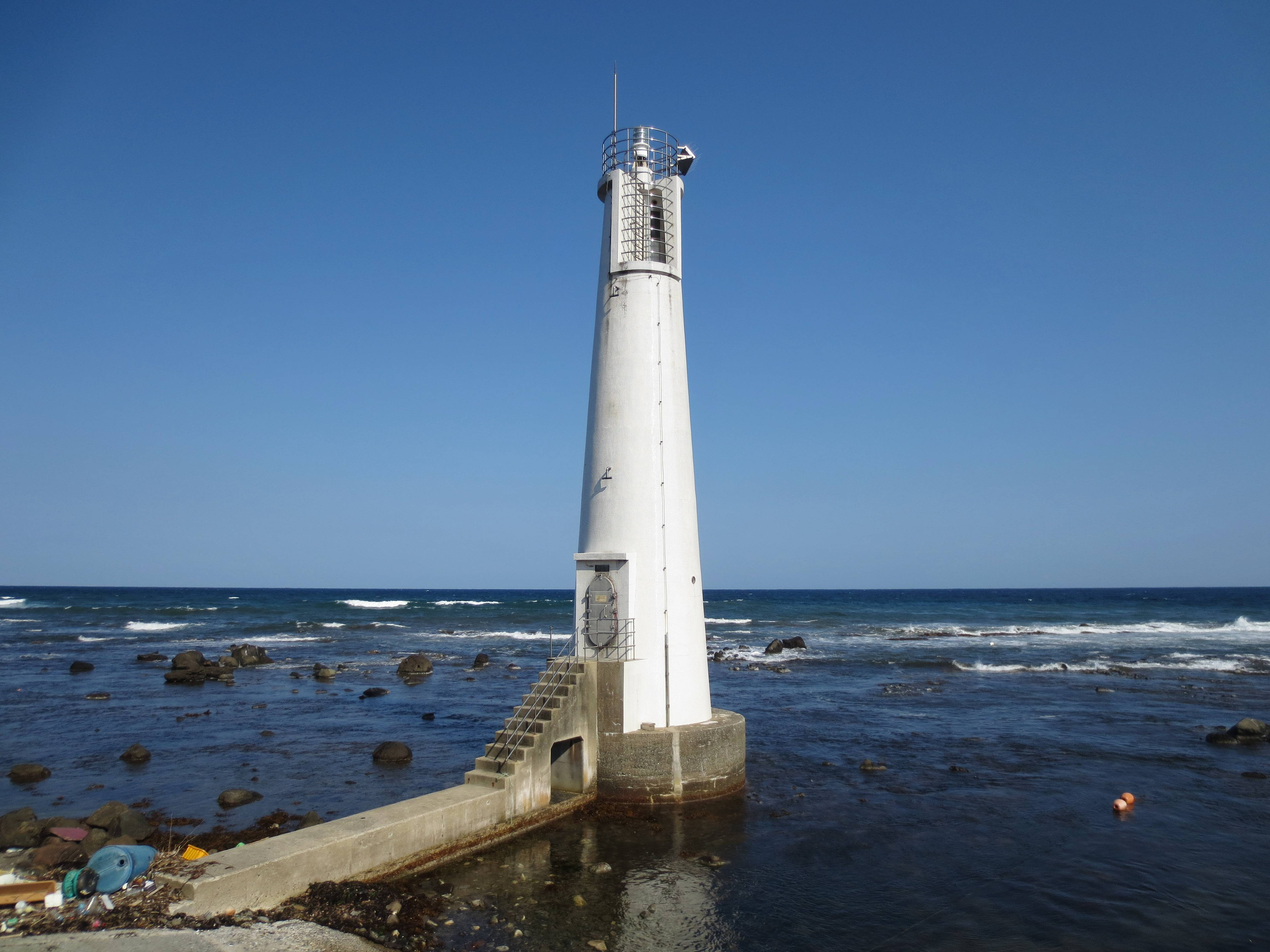
長手埼灯台（長手崎）

## 歴史
- 平安時代 - 当地に「三崎」の地名が存在。
- 江戸時代 - 当地に「三崎郷」が存在。
- 1889年（明治22年）4月1日 - 町村制の施行により、珠洲郡森腰村、粟津村、寺家村及び大屋村を廃し、その区域をもって珠洲郡三崎村を設置する。
- 1908年（明治41年）8月15日 - 珠洲郡三崎村及び鉢崎村を廃し、その区域をもって珠洲郡三崎村を設置する。
- 1935年（昭和10年）- 字細屋の区域一部を字内方に設定する。珠洲郡三崎村は16大字となる。
- 1947年（昭和22年）- 字本の区域の一部を字二本松に設定する。三崎村は17大字となる。村立三崎中学校、三崎公民館、三崎保育所がそれぞれ設立する。
- 1954年（昭和29年）7月15日 - 珠洲郡飯田町、宝立町、上戸村、直村、正院町、蛸島村、若山村、三崎村及び西海村を廃し、その区域をもって珠洲市を設置する。旧珠洲郡三崎村字雲津及び字竹沢の区域を三崎町雲津に設定する。旧珠洲郡三崎村字小泊及び字小泊新の区域を三崎町小泊に設定する。あとの15大字は三崎町を冠した上で珠洲市の町に継承。

## 人口
| 年               | 世帯数 | 人口  |
| ---------------- | ------ | ----- |
| 1899（明治22年） | 454    | 2,178 |
| 1920（大正9年）  | 802    | 4,248 |
| 1953（昭和28年） | 1,056  | 6,072 |

## 交通
※いずれも現在の道路。
- 石川県道28号大谷狼煙飯田線
- 石川県道279号大屋杉山線
- 石川県道287号粟津正院線

## 教育

### 中学校
- 三崎村立三崎中学校

### 小学校
- 三崎村立粟津小学校
- 三崎村立本小学校
- 三崎村立小泊小学校

## 能登半島地震 (2024年)
寺家下出地区では、地震発生から5分で津波が到達し、大きな被害を受けたが、死者は0人だった。この地区では、東日本大震災以降、毎年1～2回の避難訓練を行っており、避難場所をわかりやすく一箇所の高台に絞る、毎回避難時を計る。足の不自由な人を把握するなどを行っていた。この結果、今回の地震では地震発生から5分以内の高台への避難が成功し、直後に津波が住宅地域に到達し、人的被害を免れた。